# A királyság szekere
A királyság szekerét 1929 októberében és novemberében írta George Bernard Shaw. Futurisztikus politikai vígjáték, mely valamikor a 20. század vége felé játszódik. 

## Cselekmény
Anglia királya, az utolsó európai monarcha, Magnus király a kormánnyal szemben próbálja tartani utolsó megmaradt jogát: a királyi vétót. Joseph Proteus, a miniszterelnök, hogy a vétót gyakorlatilag megszüntesse, válsághelyzetet hirdet: lemondanak, ha a király nem mond le a vétóról. A "kormányülésen" a király az állandóan veszekedő kormánytagokat megpróbálja arról meggyőzni: csak az ő méltósága, csak a király-szerep megmaradt méltósága akadályozhatja meg, hogy a nagykapitalisták olyan embert ültessenek a helyére, aki nekik tetszik: egy népszerű hordószónokot, egy diktátort, akit a háttérből manipulálhatnak. (Ez az elmélet egyáltalán nem elrugaszkodott: így "került hatalomra" Hitler is: (csak őt nem lehetett irányítani). A kormánytagok közül csak a frissen beválasztott kereskedelemügyi miniszter, Boanerges tesz a királlyal szolidáris megjegyzéseket. A király délután ötig kér haladékot, hogy eldönthesse, aláírja-e az ultimátumot. Közben megjön Vanhattan amerikai nagykövet, és elmondja a királynak, hogy az USA vissza akar térni az anyaországhoz, és Magnust amerikai császárra neveznék ki, ha beleegyezne. A kormányfő mégsem hajlandó erről tárgyalni, amíg az ultimátumot alá nem íratta Magnusszal. A király felajánlja lemondását: nem akar báb lenni, egyúttal bejelenti, hogy újraindul a következő parlamenti választásokon. Proteus tart tőle, hogy a király jobb eredményt érne el a választáson, mint ő, ezért eláll a követelésétől.
A darabot nagyon sokáig durván félremagyarázták. Már a varsói ősbemutató után olyan hangok jöttek, hogy Shaw a diktátorokat támogatja új darabjával. Ezután Budapesten Hegedűs Tibor is ugyanebben a szellemben rendezte meg a darabot. Nem jöttek rá, hogy Shaw elképzelése a diktátorokról Boanergesben testesült meg, nem Magnus királyban.

## Kiadás, fordítás
- G. B. Shaw: Complete plays in prefaces. IV. kötet. 201.-321. o. New York, 1962, Dodd, Mead & Co.
  - Fordítás: A királyság szekere (Vajda Miklós), megjelent 1965-ben, G. B. Shaw: Színművek, Helikon Könyvkiadó